# Eustomias jimcraddocki
Eustomias jimcraddocki är en fiskart som beskrevs av Sutton och Hartel 2004. Eustomias jimcraddocki ingår i släktet Eustomias och familjen Stomiidae. Inga underarter finns listade i Catalogue of Life.